# Ochłopów
Ochłopów (ukr. Охлопів) – wieś na Ukrainie w rejonie łuckim obwodu wołyńskiego.

## Historia
Pod koniec XIX w. wieś w gminie Podberezie, w powiecie włodzimierskim.
Do 2020 w rejonie horochowskim. 